# Профилирана гимназия „Васил Левски“ (Ямбол)
Профилираната гимназия „Васил Левски“ е средно училище в Ямбол, България.
Това е първата гимназия в града= Основана е първоначално като девическо училище през 1888 г. Намира се в близост до центъра на града. Има по 4 паралелки на випуск с профили литература, география, биология и информатика.

## История
Създаването на това училище е важен исторически процес, засягащ развитието на град Ямбол по време на Българското възраждане.

### Предистория
През 1856 година в Каргона, Ямбол възниква Първото девическо училище, благодарение на известните възрожденци Добри Чинтулов и Ради Колесов, които целят да дадат на младите девойки шанс за образование. Първоначалната сграда на училището се намира на мястото, на което днес се помещава Каргонската поликлиника. През 1861 г. то е преименувано на Взаимно (начално) девическо училище, а в периода 1865 – 1872 година главен учител е авторитетната ямболска възрожденка Анка Александрова. През 1885 година училището прераства в класно (основно).

### 1888 – 1944 г.
Тъй като първият випуск там завършва основно образование през 1888 година, следващата учебна 1888/1889 е приета за първа от летописа на днешната Гимназия „Васил Левски“. През 1904 година класното училище прераства в Непълна девическа гимназия (до IX клас вкл.) и така то става първата гимназия в града. Поради причината, че десетки години занапред това е единственото средно училище в областта, ямболии назовават локацията му като „Гимназията“, което назоваване остава и до ден днешен. През 1910 година учебното заведение се премества в нова сграда, която е част от поредицата „Шишмановите училища“, които се построяват в България при тогавашния министър на народната просвета – проф. Иван Шишманов. В наши дни тази сграда все още е поддържана и представлява старото крило на днешната гимназия.
Първите 2 директори на училището са известният ямболски възрожденец Злати Атанасов Паламидов и първият български професор по педагогика Петър Михайлов Нойков.
Смесена гимназия
През 1917 година гимназията се смесва с Ямболското мъжко педагогическо училище и е преименувана на Смесена педагогическа гимназия (СПГ). Поради кървавия бунт от Септемврийско въстание на анархистите, каквито са не малко от учениците в СПГ, тогавашният главен учител Христо Керемедчиев е принуден да я закрие, но не след дълго подновява дейността си. В края на 1923 г. училището получава за патрон името на Апостола на българската свобода - Васил Левски. Така през 1924 г. се чества неговият първи патронен празник, а това е 19 февруари. 
През 1933 година става Ямболска смесена реална гимназия (ЯСРГ), но едва 4 години по-късно младежите отново биват отделени от девойките и от училището се отделя новата Мъжка гимназия „Иван Райнов“.
Вестник „Подем“
В периода 1936 – 1943 г. гимназията издава свой собствен вестник, наречен „Подем“ и от него излизат 61 броя. Редовен сътрудник на „Подем“ със своите стихотворения е известният поет Радой Ралин.
Учениците на „Васил Левски“ подновяват своя орган и издават 62-рия му брой по случай Деня на народните будители през 2022 г.

### 1944 – 1989 г.
Непосредствено след 09.IX.1944 г. главният учител Ташко Кавърджиков е сменен с първата директорка на гимназията д-р Петка Панталеева. През 1950 г. се забранява отделното девическо образование и това води до Втора смесена гимназия „Васил Левски“. През 1963 година тя става Втора политехническа гимназия или още наричана от ямболии – ПГ-то. От 1967 до 1971 г. се строи новото крило на училището и се създава Математическа гимназия „Николай И. Лобачевски“, която изтегля математическите паралелки от ПГ „Васил Левски“. През 80-те години на XX век се сформират паралелки с профили литература, история, биология, музика и изобразително изкуство. През 1988, по случай отбелязването на 100-годишнината на гимназията, е отпечатан юбилеен сборник.

### От 1989 г.
През 1993 година „политехническа“ е премахнато от наименованието на училището и така то остава само Гимназия „Васил Левски“. От 1995 година в нея се появяват и паралелки по мениджмънт и география.
През 2004 г. се утвърждават 4 нови профила – хуманитарни науки (БЕЛ+История), обществени науки (География+История), природни науки (Биология+Химия) и софтуерни и хардуерни науки (информационни технологии).
През 2007 година Хараламби Баев, известен ямболски историк и преподавател в гимназията, написва химна ѝ – „С Апостолово име“.
От 2004 до 2008 г. във „Васил Левски“ преподават езикови асистенти от Италия.
През 2008 г. е направен първият прием на петокласници в хуманитарен профил, но през 2016 г. гимназията е лишена от това според наредбата на МОН от 01.VIII. същата година. Със същата наредба училището отново става ПГ, но този път – профилирана.
На 17.VII.2017 г. с решение номер 391 на МС, ПГ „Васил Левски“ става едно от 184-те иновативни училища.
В началото на учебната 2021/2022 в кабинета на директор Донка Атанасова е открита реликва, чиито дири са изгубени през 1989 г., а именно – знамето на Ямболската девическа гимназия, изработено от художника Георги Лозев.

## Директори
| №:  | Директор:                           | Специалност:                              | Период:                               |
| 1   | Злати А. Паламидов (1852 – 1901)    | български, богословски, руски и география | 1888 – 1889                           |
| 2   | Проф. Петър М. Нойков (1868 – 1921) | философия и педагогика                    | 1889 – 1890                           |
| (1) | Паламидов                           | български, богословски, руски и география | 1890 – 1901                           |
| 3   | Христо В. Керемедчиев (1864 – 1935) | литература                                | 1901 – 1920                           |
| 4   | Климент Бояджиев                    | литература                                | 1920 – 1923                           |
| (3) | Керемедчиев                         | литература                                | 1923 – 1924                           |
| 5   | Димо Попов (1871 – 1946)            | естествени науки                          | 1924 – 1927                           |
| 6   | Димитър Пейчев                      | математика                                | 1927 – 1931                           |
| 7   | Станчо Б. Коларов (1879 – 1951)     | педагогика                                | 1931 – 1932                           |
| 8   | Йордан Кринчев                      | литература                                | 1932 – 1934                           |
| 9   | Стефан Станчев                      | литература                                | 1934 – 1937                           |
| 10  | Петър И. Попов                      | литература                                | 1937 – 1941                           |
| 11  | Ташко Кавърджиков                   | литература                                | 1941 – 1944                           |
| 12  | Д-р Петка Панталеева                | математика                                | 09 септември 1944 - 01 септември 1951 |
| 13  | Георги Наков                        | биология                                  | 01 септември 1951 - 01 септември 1967 |
| 14  | Панайот Х. Парушев (1929 – 1997)    | география                                 | 01 септември 1967 – 01 септември 1989 |
| 15  | Зоичка Варанова                     | химия                                     | 01 септември 1989 – 01 септември 1990 |
| 16  | Олга Владимирова                    | руски език                                | 01 септември 1990 – 01 септември 1992 |
| 17  | Проф. Мария Желязкова               | химия                                     | 01 септември 1992 – 01 септември 1996 |
| 18  | Нина Гюпчанова                      | музика                                    | 01 септември 1996 – 16 август 1998    |
| 19  | Петя Т. Сярова                      | математика                                | 16 август 1998 – 01 септември 2020    |
| 20  | Донка М. Атанасова                  | география                                 | 01 септември 2020 (настоящем)         |

## Прием на ученици след VII клас (балообразуване)

### Профил хуманитарни науки
С профилиращи предмети български език и литература и история и цивилизации
— утроеният резултат от НВО по български език и литература 
— резултатът от НВО по математика 
— оценката по български език и литература от свидетелството за основно образование
— оценката по история и цивилизации от свидетелството за основно образование

### Профил обществени науки
С профилиращи предмети география и икономика и история и цивилизации
— утроеният резултат от НВО по български език и литература 
— резултатът от НВО по математика 
— оценката по география и икономика от свидетелството за основно образование
— оценката по история и цивилизации от свидетелството за основно образование

### Профил природни науки
С профилиращи предмети биология и здравно образование и химия и опазване на околната среда
— утроеният резултат от НВО по български език и литература 
— резултатът от НВО по математика 
— оценката по биология и здравно образование от свидетелството за основно образование
— оценката по информационни технологии от свидетелството за основно образование

### Профил софтуерни и хардуерни науки
С профилиращи предмети информатика и информационни технологии
— удвоеният резултат от НВО по български език и литература 
— удвоеният резултат от НВО по математика 
— оценката по математика от свидетелството за основно образование
— оценката по информационни технологии от свидетелството за основно образование